# Anthropologie culturelle
Cet article court présente un sujet plus développé dans : Anthropologie.
 (aout 2023).
L’anthropologie culturelle, avec l’anthropologie physique, est une des branches de l’anthropologie.
Elle a pour objet l’étude de l’être humain et des sociétés humaines dans leur versant culturel. La représentation, par la parole ou par l’image, est l’une de ses questions centrales. Ainsi, l’étude de la nature du signe dans la communication humaine est devenue l’un de ses soucis majeurs. Le signe (voir Ferdinand de Saussure), en langage humain ou l'icône, en représentation iconographique (voir Charles Sanders Peirce), est le point de départ pour le développement des disciplines de l’anthropologie orale ou de l’anthropologie visuelle.